# Legend of the Black Shawarma
Albums de Infected Mushroom
Vicious Delicious
(2007) Army of Mushrooms
(2012)
Legend of the Black Shawarma est le septième album de trance psychédélique du groupe Infected Mushroom sorti le 8 septembre 2009. Le nom de l'album est inspiré du chawarma (en anglais : shawarma) et d'un restaurant nommé Shawarma Hazan.

## Histoire
Le groupe Infected Mushroom avait pour première ambition de faire un album conceptuel se basant sur les expériences du « food diary » du groupe, regroupant leur restaurants préférés. Le nom de bon nombre des titres de l'album sont repris entièrement ou en partie des noms des restaurants cités dans ce journal, tel que Poquito Mas, Saeed ou bien Shawarma Hazan, bien que ce concept fut abandonné pour la réalisation de certaines musiques tel que le single Smashing the Opponent.

## Titres[4]
1. "Poquito Mas" (en espagnol: "Un Peu Plus") – 3:39
2. "Saeed" (سعيد, en arabe: "Heureux") – 7:03
3. "End of the Road" – 6:47
4. "Smashing the Opponent" (avec Jonathan Davis) – 3:34
5. "Can't Stop" – 7:23
6. "Herbert the Pervert" – 7:17
7. "Killing Time" (feat. Perry Farrell) – 3:04
8. "Project 100" – 9:38
9. "Franks" – 8:05
10. "Slowly" – 9:00
11. "The Legend of the Black Shawarma" – 7:11
12. "Riders on the Storm" (Infected Mushroom Remix) – 4:29

## Classement
| Classement                                         | Position |
| -------------------------------------------------- | -------- |
| Billboard 200 (États Unis)                         | 172ème   |
| Billboard Top Electronic Albums (en) (États Unis)  | 9ème     |
| Billboard Top Independent Albums (en) (États Unis) | 32ème    |
| Billboard Top Heatseekers (États Unis)             | 8ème     |
| Top 100 Mexique (en)                               | 55ème    |